# كوميسا
الكوميسا (السوق المشتركة لشرق وجنوب إفريقيا) هي منطقة تجارة تفضيلية تمتد من ليبيا إلى زيمبابوي، وتضم في عضويتها تسعة عشر دولة.
تعود نشأة الكوميسا لعام 1994، عوضاً عن منطقة التجارة التفضيلية الموجودة منذ عام 1981. تسعة دول قامت بإنشاء منطقة تجارة حرة عام 2000 (مصر، جيبوتي، كينيا، مدغشقر، مالاوي، موريشيوس، السودان، زامبيا، زيمبابوي)، كما انضمت رواندا وبورندي لمنطقة التجارة الحرة عام 2004، وانضمت ليبيا وجزر القمر عام 2006.
وقد أنضمت الصومال رسميا إلى السوق المشتركة لشرق وجنوب إفريقيا (الكوميسا) لتصبح العضو 21 من دول الأعضاء في السوق، وذلك خلال اجتماع قمة رؤساء دول وحكومات البلدان الأعضاء، الذي تحتضنه عاصمة زامبيا لوزاكا، من 18 إلى 19 يوليو الجاري. وانضمت تونس رسمياً إلى السوق المشتركة للشرق والجنوب الإفريقي الكوميسا يوم 18 يوليو 2018.
| دولة                        | انضم                                                                |
| القرن الافريقي              |                                                                     |
| --------------------------- | ------------------------------------------------------------------- |
| جيبوتي                      | 21 ديسمبر 1981                                                      |
| إرتريا                      | 1994                                                                |
| إثيوبيا                     | 21 ديسمبر 1981                                                      |
| الصومال                     | 21 ديسمبر 1981 (منطقة التجارة التفضيلية) / 19 يوليو 2018 (الكوميسا) |
| شمال إفريقيا                |                                                                     |
| مصر                         | 6 يناير 1998                                                        |
| ليبيا                       | 3 يونيو 2005                                                        |
| السودان                     | 21 ديسمبر 1981                                                      |
| تونس                        | 18 يوليو 2018                                                       |
| المحيط الهندي               |                                                                     |
| جزر القمر                   | 21 ديسمبر 1981                                                      |
| مدغشقر                      | "                                                                   |
| موريشيوس                    | "                                                                   |
| سيشل                        | 2001                                                                |
| البحيرات الإفريقية الكبرى   |                                                                     |
| بوروندي                     | 21 ديسمبر 1981                                                      |
| كينيا                       | "                                                                   |
| مالاوي                      | "                                                                   |
| رواندا                      | "                                                                   |
| أوغندا                      | "                                                                   |
| جنوب افريقيا                |                                                                     |
| إسواتيني                    | 21 ديسمبر 1981                                                      |
| زامبيا                      | "                                                                   |
| زيمبابوي                    | "                                                                   |
| افريقيا الوسطى              |                                                                     |
| جمهورية الكونغو الديمقراطية | 21 ديسمبر 1981                                                      |